# Bianca Surf/Photoni
Bianca Surf/Photoni è un singolo del cantautore italiano Johnson Righeira, pubblicato nel 1980.

## Tracce
7" – EXIT 706 (Italia)
- Lato A

1. Bianca Surf

- Lato B

1. Photoni